# Jasienie
Jasienie (Duits: Jaschine, na 1934 Eschenwalde) is een dorp in de Poolse woiwodschap Opole. De plaats maakt deel uit van de gemeente Lasowice Wielkie en telt 873 inwoners.